# Garthinia
Garthinia is een geslacht van kreeftachtigen uit de klasse van de Malacostraca (hogere kreeftachtigen).

## Soort
- Garthinia disica Richer de Forges & Ng, 2009